# Dong quai
Angelica sinensis bekend als "dong quai" of "vrouwelijke ginseng" is een kruid uit de familie Apiaceae en komt voor in China. Aan de gedroogde wortel van de dong quai worden in de Chinese geneeskunst tal van gynaecologische effecten toegeschreven. Gebruik tijdens zwangerschap wordt afgeraden in verband met verhoogd risico op een miskraam.